# Platz der Demokratie (Weimar)

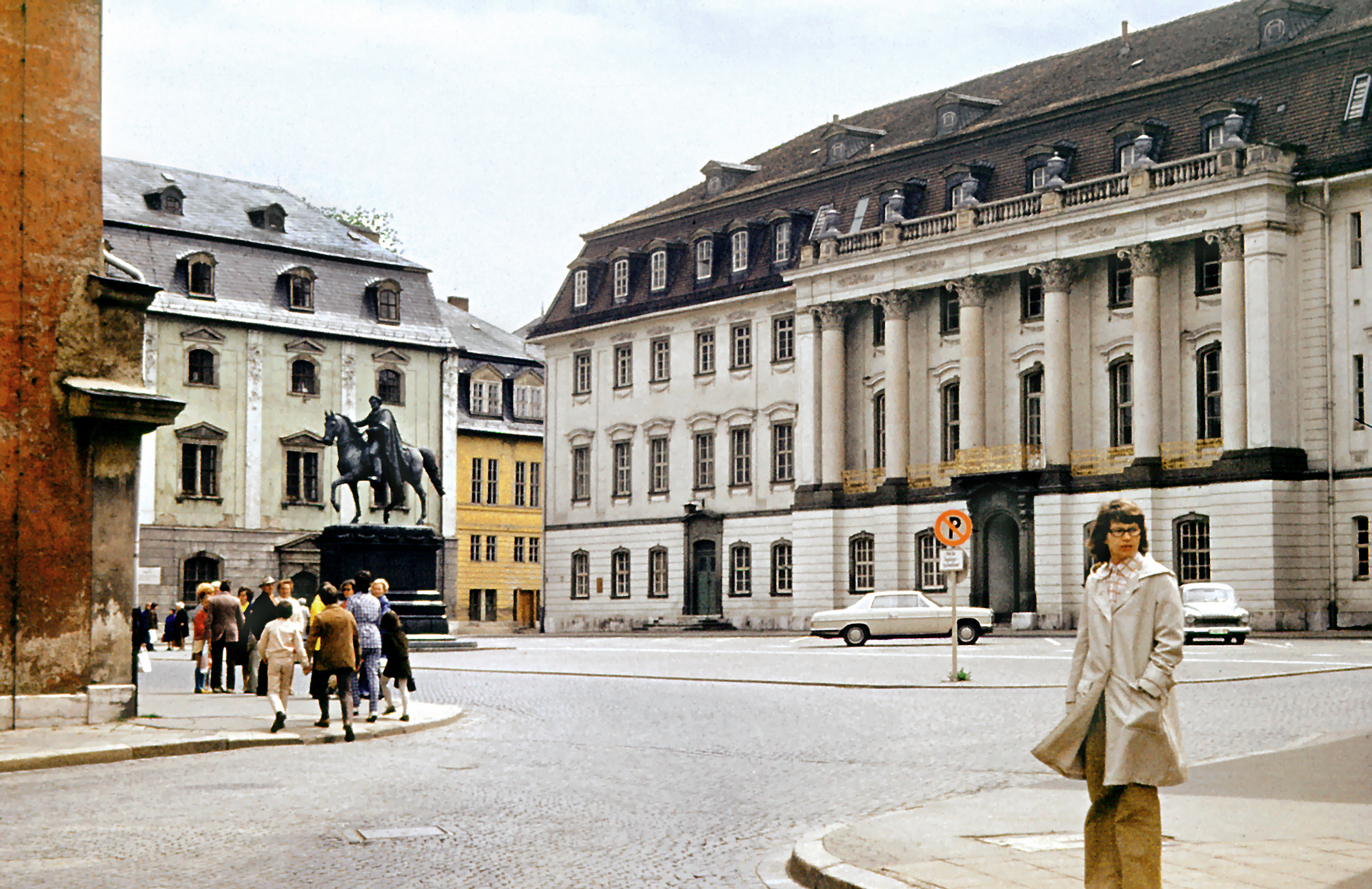
Platz der Demokratie

Der Platz der Demokratie in Weimar, benannt noch unter amerikanischer Besatzung 1945 nach der Weimarer Demokratie, ist eine Platzanlage in der Nähe des Marktes in der Altstadt, in welchem sich mehrere denkmalgeschützte Gebäude befinden. Er hieß einst Fürstenplatz, benannt nach dem Fürstenhaus. Während in den folgenden Jahren der Sowjetischen Besatzungszone und der Gründung der DDR galt die Bezeichnung "Platz der Demokratie" wie ein politischer Witz. Erst 1989 erlangte der Name wieder seine Berechtigung, als hier der Ausgangspunkt der friedlichen Rovolution in Weimar wurde. 
Der Mittelpunkt ist das Carl-August-Denkmal. An markanten Gebäuden sind die Herzogin-Anna-Amalia-Bibliothek mit dem Stadtturm, das Rößlersche Haus und das Fürstenhaus zu nennen. Das Haus Nr. 5 ist das Reithaus. An diesen Platz grenzt der Park an der Ilm. Der Platz der Demokratie reicht bis an den Burgplatz bzw. den Schlossplatz mit dem Weimarer Stadtschloss bzw. den Grünen Markt. Zum Platzensemble gehören auch das Gelbe Schloss, in dessen Hof sich einst der Aktenmännchenbrunnen befand, das Rote Schloss bzw. die von Clemens Wenzeslaus Coudray entworfene Hauptwache, vor der sich der Ildefonso-Brunnen befindet. Zu erwähnen ist hierbei auch die Büste von Johann Sebastian Bach.
Der Platz der Demokratie steht auf der Liste der Kulturdenkmale in Weimar (Sachgesamtheiten und Ensembles). Die HAAB steht nicht nur auf der Liste der Kulturdenkmale in Weimar (Einzeldenkmale), sondern auch auf der Liste der Unesco-Denkmale in Weimar. Das Rößlersche Haus, das Fürstenhaus und das Reithaus stehen auf der Liste der Kulturdenkmale in Weimar (Einzeldenkmale).